# Den ensamma människan
Den ensamma människan är den svenska artisten Ronny Åströms debutalbum, utgivet på skivbolaget Sonet Records 1976. Skivan utgavs ursprungligen på LP (SLP-2580), men återutgavs på CD 1996.
Albumet producerades av Peps Persson och hade dennes kompband, Peps Blodsband, med som studiomusiker. Omslaget gjordes av Jan Hesseldahl. Skivan är en av titlarna i boken Tusen svenska klassiker (2009).

## Låtlista
Sida A
1. "Skrotknuttes majvisa" – 3:49
2. "Pssst lunchen väntar" – 3:01
3. "Sextioettan" – 3:09
4. "Varför super Noa?" – 2:45
5. "Livet på landet" – 3:44

Sida B
1. "Skeve-Per" – 4:07
2. "Klibbiga toner" – 4:50
3. "Storebror ser dej" – 4:44
4. "Den sjunde terroristen" – 4:13

## Medverkande
- Rolf Alm – bas, dragspel
- Peps Persson – gitarr, sång, bas, gurka med mera
- Bosse Skoglund – trummor, gurka, pipa, tvättbräde, synt med mera
- Brynn Settels – orgel, piano, calabash, fiol, claves
- Göran Weihs – gitarr, bastrumma, cymbal
- Ronny Åström – sång, gitarr, triangel, wahgit

## Listplaceringar
| Lista (1976) | Topplacering |
| ------------ | ------------ |
| Sverige      | 26           |